# Adenoa cubensis
Adenoa  es un género monotípico de plantas con flores perteneciente a la familia Passifloraceae. Su única especie, Adenoa cubensis, es originaria de Cuba.

## Taxonomía
Adenoa cubensis fue descrita por (Britton & P.Wilson) Arbo y publicado en Hickenia 1(16): 90. 1977.
Sinonimia
- Piriqueta cubensis Britton & P. Wilson[3]